# The Restless Sex
The Restless Sex è un film muto del 1920 diretto da Robert Z. Leonard e da Leon D'Usseau. Alcune fonti attribuiscono la regia al solo Leonard, mentre la sceneggiatura sarebbe firmata, invece che da Frances Marion, da Leonard e D'Usseau.
Tratto dal romanzo The Restless Sex di Robert W. Chambers, pubblicato a New York nel 1918 su Cosmopolitan, il film aveva come interpreti principali Marion Davies, Ralph Kellard e Carlyle Blackwell.

## Trama
Stephanie, dopo la morte del padre adottivo, viene messa sotto tutela dell'avvocato Grismer. La ragazza è innamorata da sempre di Jim, il figlio di Cleland, con il quale è cresciuta. Ma Jim deve partire per l'Europa per completare i suoi studi e Stephanie, rimasta sola, diventa molto amica di Oswald, il figlio dell'avvocato. Ai due giovani capita, a causa di una serie di circostanze, di passare una notte insieme. La reputazione di Stephanie è del tutto compromessa e i due si vedono costretti a sposarsi. Ma la giovane non ama Oswald e, dopo la cerimonia, i due sposi decidono di vivere separati. Quando Jim ritorna dall'Europa, Oswald si rende conto che se vuole la felicità della moglie a lui non resta che il suicidio per poterla lasciare libera.

## Produzione
Prodotto dalla Cosmopolitan Productions.

## Distribuzione
Il film fu presentato a New York in proiezione privata il 2 giugno 1920. Il 12 settembre, sempre a New York, uscì in prima visione in sala distribuito dalla Paramount.
Copie della pellicola sono conservate negli archivi della Gosfilmofond e in quelli della Library of Congress.